# Liste der Biografien/Hoffn
Liste der Biografien |
Portal Biografien |
Personensuche
# |
A |
B |
C |
D |
E |
F |
G |
H |
I |
J |
K |
L |
M |
N |
O |
P |
Q |
R |
S |
T |
U |
V |
W |
X |
Y |
Z |
?
 
Ha |
Hd |
He |
Hi |
Hj |
Hk |
Hl |
Hm |
Hn |
Ho |
Hr |
Hs |
Ht |
Hu |
Hv |
Hw |
Hy
 
Hoa |
Hob |
Hoc |
Hod |
Hoe |
Hof |
Hog–Hok |
Hol |
Hom |
Hon |
Hoo |
Hop |
Hoq |
Hor |
Hos |
Hot |
Hou |
Hov |
How |
Hox |
Hoy |
Hoz
 
Hofa |
Hofb |
Hofd |
Hofe |
Hoff |
Hofg |
Hofh |
Hofi |
Hofk |
Hofl |
Hofm |
Hofn |
Hofp |
Hofr |
Hofs |
Hoft |
Hofv |
Hofw |
Hofz
 
Hoffa |
Hoffb |
Hoffd |
Hoffe |
Hoffg |
Hoffh |
Hoffi |
Hoffj |
Hoffk |
Hoffl |
Hoffm |
Hoffn |
Hoffo |
Hoffr |
Hoffs
Die Liste der Biografien führt alle Personen auf, die in der deutschsprachigen Wikipedia einen Artikel haben. Dieses ist eine Teilliste mit 10 Einträgen von Personen, deren Namen mit den Buchstaben „Hoffn“ beginnt.

## Hoffn

### Hoffna
- Hoffnaaß, Franziska von (1831–1892), deutsche DichterinFranziska von Hoffnaaß (1831–1892)

Franziska von Hoffnaaß (1831–1892)

- Hoffnas, Johann Wilhelm (1727–1795), deutscher Maler

### Hoffne
- Hoffner ex-Prvulovic*, Ana (* 1980), österreichisch-serbische Künstlerin, Wissenschaftlerin und Autorin
- Hoffner, Carleton, US-amerikanischer Eiskunstläufer
- Höffner, Hans (1901–1987), deutscher Kommandeur im Bundesgrenzschutz und General der Bundeswehr
- Hoffner, Harry Angier, Jr. (1934–2015), amerikanischer Altorientalist mit Schwerpunkt Hethitologie
- Höffner, Johannes (1868–1929), deutscher Schriftsteller und Zeitschriftenherausgeber
- Höffner, Joseph (1906–1987), deutscher Kardinal und Erzbischof von Köln
- Höffner, Sebastian (* 1975), deutscher Moderator und Sprecher

### Hoffnu
- Hoffnung, Gerard (1925–1959), deutscher Karikaturist und Tubist